# Raggfly
Raggfly (Hyppa rectilinea) är en fjärilsart som beskrevs av Eugen Johann Christoph Esper 1788. Raggfly ingår i släktet Hyppa och familjen nattflyn. Arten är reproducerande i Sverige. Inga underarter finns listade.

## Bildgalleri

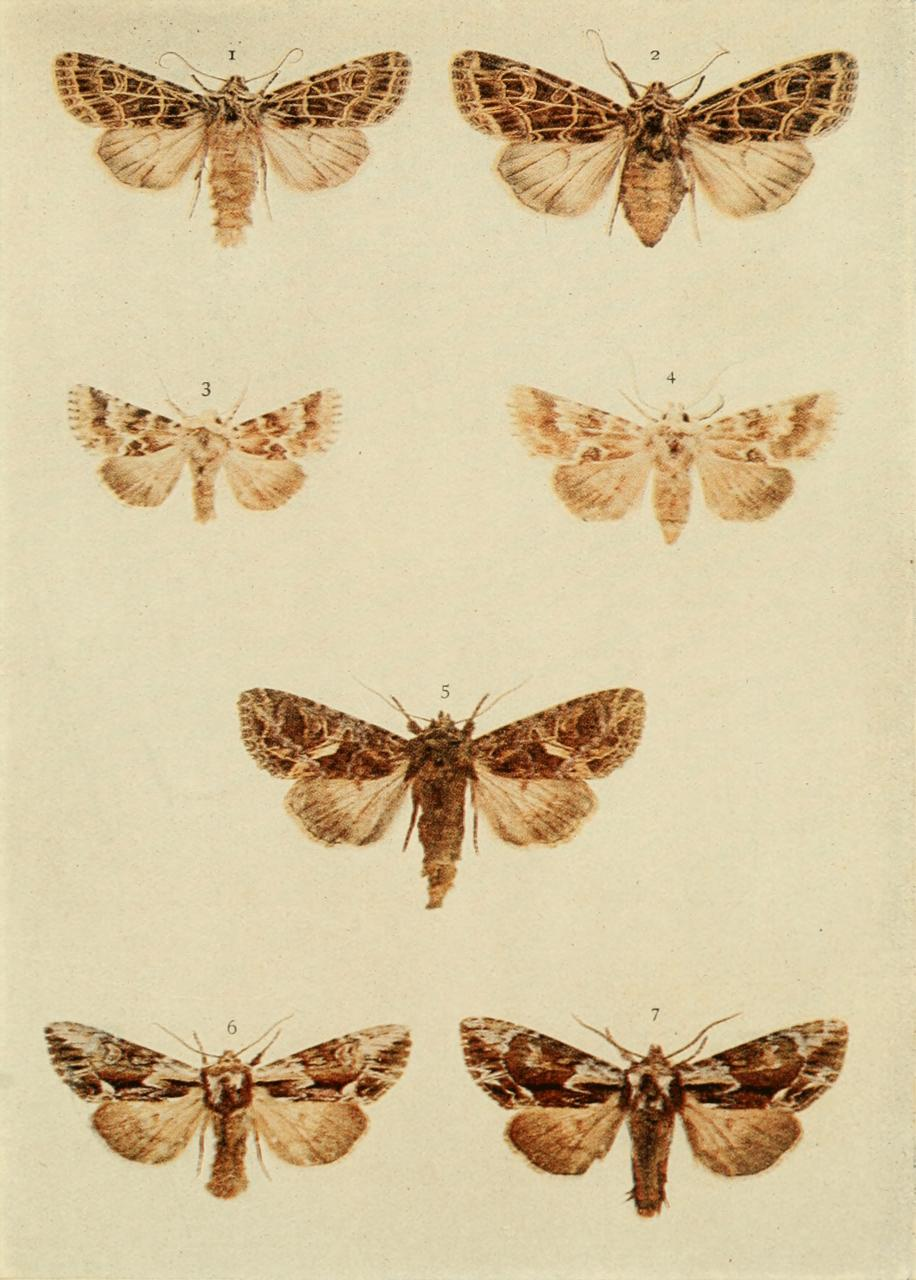